# Cylindrotoma aurantia
Cylindrotoma aurantia is een tweevleugelige uit de familie buismuggen (Cylindrotomidae). De soort komt voor in het Palearctisch gebied.